# Reussirella indica
Reussirella indica är en mossdjursart som först beskrevs av Cook 1965.  Reussirella indica ingår i släktet Reussirella och familjen Cupuladriidae. Inga underarter finns listade i Catalogue of Life.